# فوازير حليمة
فوازير حليمة هو برنامج استعراضي كوميدي، أول عرض له عام 2007، من تقديم حليمة بولند ومن إخراج: محمد عبد النبي
الممثلون:
- حليمة بولند.
- شهاب حاجيه.
- غرور.